# Siegfried Adam
Siegfried Adam (* 24. April 1943 in Dohna; † 19. Februar 2012 in Dresden) war ein deutscher Maler und Grafiker.

## Leben
Adam absolvierte eine Lehre als Dekorationsmaler und besuchte von 1959 bis 1963 die Arbeiter- und Bauernfakultät der Hochschule für Bildende Künste Dresden, wo er das Abitur erwarb. Danach leistete er Dienst  bei der NVA.
Von 1965 bis 1970 studierte er Malerei und Grafik an der Hochschule für Bildende Künste Dresden bei Gerhard Kettner, Günter Horlbeck und Paul Michaelis, bei dem er auch sein Diplom erhielt. Seit 1970 war Adam freischaffend als Maler und Grafiker in Dresden tätig, bis 1990 als Mitglied des  Verbands Bildender Künstler der DDR.
Während eines Aufenthalts in Paris begann er 1981, sich mit der Technik der Frottage zu beschäftigen. Seit 1991 gab er an der Volkshochschule in Dresden Kurse für Porträt, Stillleben und Malerei.
Die Grabstätte Adams befindet sich auf dem Alten Katholischen Friedhof in Dresden-Friedrichstadt.

## Rezeption
„Siegfried Adam zählt mit seinem reifen Werk zu Dresdens wichtigen Künstlergrößen. Ihm, der ähnlich dem ‚schwankenden Boot‘, einer Arbeit aus dem Jahr 2004, im Leben auf- und abgestiegen ist, war die Kunst immer wieder bis zuletzt der Strohhalm, an dem er sich in Krisen festhielt und an dem er das Terrain der Kunstausübung zäh und lustvoll durchschwamm.“

## Museen und öffentliche Sammlungen mit  Werken Adams (mutmaßlich unvollständig)
- Dresden: Galerie Neue Meister[3]
- Dresden: Kupferstichkabinett
- Dresden: Sächsischer Kunstfonds
- Rostock: Kunsthalle Rostock[4]
- Schwerin: Staatlichen Museum Schwerin

## Weitere Werke (Auswahl)
- Großstadtleben (1979, Mischtechnik, 109 × 116 cm; Sächsischer Kunstfonds)[5]
- Fernes Land (1989, Öl, 80 × 100 cm; Sächsischer Kunstfonds)[6]

## Ausstellungen (unvollständig)

### Einzelausstellungen
- 1981 Dresden, Foyer des Staatstheaters
- 1984 Dresden, Bezirkskrankenhaus Dresden-Friedrichstadt
- 1988 Dresden, VEB Denkmalpflege Dresden
- 1989 Pirna, Kunstseidenwerk „Siegfried Rädel“
- 1989 Dresden, Galerie Süd
- 1991 Luzern, Hotel Rebstock
- 1991 Salach, Rathaus
- 1992 Dresden, Clubgalerie Passage
- 1992 Dresden, Galerie Mitte
- 2004 Dresden, Stadtarchiv („Frottagen II“)
- 2015 Dresden, Galerie Beyer (mit Gionni Inserra)

### Ausstellungsbeteiligungen
- 1972 bis 1985: Dresden, vier Bezirkskunstausstellungen
- 1976: Berlin, Ausstellungszentrum am Fernsehturm („Junge Künstler der DDR“)
- 1978: Frankfurt/Oder, Galerie Junge Kunst („Junge Künstler der DDR“)
- 1986: Magdeburg, Kloster Unser Lieben Frauen („Grafik in den Kämpfen unserer Tage“)
- 1987/88: Dresden: X. Kunstausstellung der DDR